# Annelies Böcker

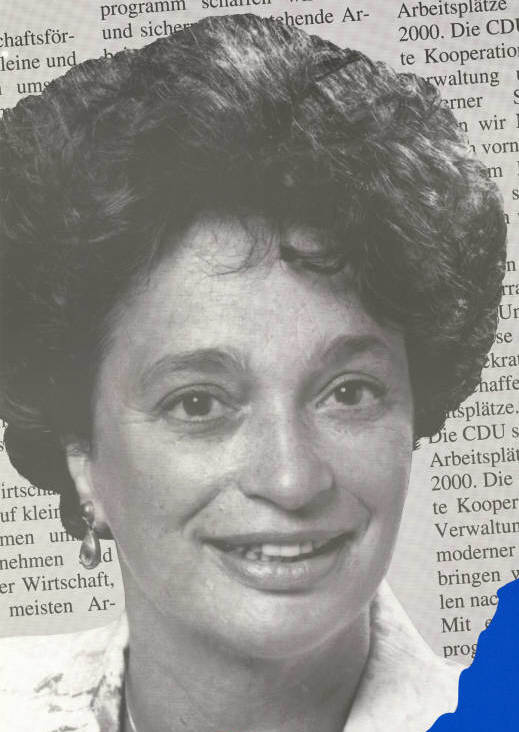
Annelies Böcker (1995)

Annelies Böcker (* 22. April 1939 in Innsbruck) ist eine deutsche Politikerin der CDU.

## Ausbildung und Beruf
Nach dem Ablegen des Abiturs besuchte Annelies Böcker 1957 die Handelsakademie mit dem Abschluss als Kauffrau. Es folgte 1959/60 ein Studium der englischen Sprache und Literatur und der französischen Sprache, Philosophie und Literatur am English Oxford Center in Oxford und 1962 am Institut Catholique in Paris. 1957 trat sie in das elterliche Handels- und Elektroinstallationsunternehmen ein, dessen kaufmännische Leitung sie von 1961 bis 1965 übernahm. Ab 1965 war sie Familienfrau mit verschiedenen ehrenamtlichen Engagements in Politik, Schule und Medien. Seit 1990 ist sie im Dienstleistungsbereich selbstständig. Böcker ist verheiratet und hat zwei Kinder.

## Politik
Annelies Böcker ist seit 1970 Mitglied der CDU. Sie ist stellvertretende Vorsitzende der MIT Düsseldorf sowie des Bezirks Bergisches Land und war bis April 2013 Mitglied des Kreisvorstandes der CDU Düsseldorf. Weiter ist sie Mitglied des Landesvorstandes der MIT und seit 1975 Mitglied des Rates und der Bezirksvertretung 2 der Landeshauptstadt Düsseldorf.
Annelies Böcker war Mitglied des 12. Landtags von Nordrhein-Westfalen vom 6. Oktober 1999 bis zum 1. Juni 2000 in den sie nachrückte.